# Милован Павловић
Милован С. Павловић (Војковци, 13. јул 1842 — Београд, 29. мај/11. јун 1903) био је српски генерал, управник Војне академије и министар војске.

## Биографија
Рођен је 13. јула 1842. године у селу Војковци подно Рудника од оца Сретена земљорадника и мајке Станке Максимовић из Чумића.
Свршио основну школу у Чумићу, гимназију у Крагујевцу и Београду. У војску је ступио 6. септембра 1860. године у V класу у Артиљеријској школи. По свршеној школи произведен је у чин артиљеријског потпоручника 1. октобра 1865. године.

## Учешће у ратовима
У српско-турском рату 1876. године био је командант Дунавске батерије. У овом рату одликовао се у борбама : на Грамади, Мрсољу и Житковцу 7, 8. и 9. августа, на Шуматовцу 11. августа, на Пруговцу 12. августа, код Станаца 14. августа и на Бобовишту 18. августа.
У српско-турском рату 1877/78. године био је командир батерије у Дунавском артилериском пуку. У овом рату одликовао се у борбама код Грделице 8. и 9. децембра, код Ниша 26, 27. и 28. децембра и код Врања 18. и 19. јануара 1878. године.
У српско-бугарском рату 1885. године био је командант Тимочког артилериског пука.

## Мајски преврат
У време мајског преврата у ноћи између 28. и 29. маја 1903. године, којим је од стране младих официра-завереника свргнута династија Обреновића и на престо доведена династија Карађорђевића, генерал Милован Павловић је био министар војни у влади генерала Димитрија Цинцар-Марковића. Те ноћи је убијен у својој кући од стране завереника.

## Породичне прилике
Ожењен Катарином, ћерком Бошка Тадића, бившег члана великог суда. Имао је два сина, Добросава и Милоша, и ћерку Станку.

## Војна каријера
- У чин артиљеријског поручника унапређен је 1. јануара 1870. године.
- У чин артиљеријског капетана II класе унапређен је 1. јануара 1874. године
- У чин артиљеријског капетана I класе унапређен је 20. фебруара 1875. године.
- У чин артиљеријског потпуковника унапређен је 6. јуна 1878. године.
- У чин артиљеријског пуковника унапређен је 1. јануара 1885. године.
- У чин генерала унапређен је 22. фебруара 1894. године.
- Пензионисан 8. јануара 1890. године, па исте године 19. маја враћен у активну службу.
- Пензионисан 14. јула 1900. године, па поново враћен у активну службу 6. октобра 1902. године.

## Војне дужности
- Водник 2. пољске батерије од 01.10.1865. до 16.05.1867. године.
- Командир Поткивачке школе од 16.05.1867. до 08.10.1867. године.
- Командир Књажевачке, Подринске и Шабачке лаке батерије народне војске од 08.10.1867. до 01.05.1872. године.
- Командир 4. пољске батерије од 22.05.1874. до 1875.
- Командир 2. тешке Дунавске батерије од 1875. до 1875. године.
- Командант Дунавског артилериског пука до 1878. године.
- Командир Београдске градске артиљерије.
- Командант 1. артилериског пука Шумадиске артилериске бригаде од 1879. до 1880. године.
- Командант 3. артилериског пука од 1880. године.
- Командант Дунавске дивизиске области.
- Управник Војне академије од 19.02.1889. до 14.07.1890. године
- Министар војни од 12.01.1894. до 25.06.1895. године
- Министар војни од 07.10.1902. до 29.05.1903. године

## Одликовања

### Домаћа одликовања
- Сребрна медаља за храброст у 1876. години
- Таковски Крст на прсима у 1876. години
- Таковски Крст о врату у 1877. години
- Златна медаља за храброст у 1878. години
- Златна медаља за ревносну службу у 1878. години
- Споменица за рат 1876,77/78 и 1886. година

### Инострана одликовања[1]
- Руски Георгијевски крст официрског реда
- Аустријски орден Гвоздене Круне 3. степена кавалерског реда
- Румунска медаља „Virtuta militara”